# Społeczny dowód słuszności
Społeczny dowód słuszności (ang. social proof) – zasada, według której człowiek, nie wiedząc, jaka decyzja lub jaki pogląd jest słuszny (co może zależeć od różnych czynników), podejmuje decyzje lub przyjmuje poglądy takie same, jak większość grupy. Innymi słowy, w myśl tej zasady ludzie uznają, że jakieś zachowanie jest poprawne wtedy, gdy widzą innych ludzi, którzy tak właśnie się zachowują. Termin został użyty po raz pierwszy przez psychologa społecznego Roberta Cialdiniego w jego książce Wywieranie wpływu na ludzi. Teoria i praktyka (ang. Influence: The Psychology of Persuasion), opublikowanej w 1984 roku. 
Społeczny dowód słuszności jest możliwy do zaobserwowania szczególnie w warunkach niepewności. Na przykład: jeśli mężczyzna nie wie, która ubikacja jest damska, a która męska, ponieważ nie ma oznaczeń na drzwiach, to użyje tej, do której wchodzi inny mężczyzna.

## Zastosowanie
Badacze posługujący się metodami opartymi na dowodzie społecznym uzyskują czasami zadziwiające rezultaty w leczeniu lęków. Jednym z bardziej znanych jest Albert Bandura, który skonstruował wiele metod służących eliminowaniu niepożądanych zachowań. Na przykład wykazał, że ludzie cierpiący na fobie – silne lęki przed jakimś rodzajem przedmiotów – mogą w zadziwiająco prosty sposób zostać z nich wyleczeni. W jednym z wczesnych badań Bandury i jego zespołu cierpiące na silny lęk przed psami dzieci oglądały przez 20 minut dziennie chłopca wesoło bawiącego się z psem. Pomimo prostoty tego zabiegu już po czterech dniach jego stosowania aż 67% dzieci godziło się zostać z psem sam na sam i próbowało się z nim pobawić. Pomiary lęku przed psami wykonane w miesiąc później wykazały przy tym, że zmiana ta nie tylko nie zanikła wraz z upływem czasu, ale wręcz przeciwnie – skłonność dzieci do kontaktowania się z psami nawet nieco wzrosła.

## Społeczny dowód słuszności w marketingu
Społeczny dowód słuszności odgrywa istotną rolę w działaniach marketingowych. Internet jest miejscem, w którym ludzie szukają odpowiedzi na pytania dotyczące konkretnych usług czy produktów. Wśród członków pokolenia Y 7 na 10 osób szuka opinii w internecie. Wykorzystanie społecznego dowodu słuszności na stronie internetowej może utwierdzić odbiorcę o słuszności wyboru. Umiejętne wykorzystanie social proof jest jednym z czynników, które decydują o skuteczności prowadzonych działań marketingowych.
Do najpopularniejszych zastosowań społecznego dowodu słuszności w internecie należą:
1. opinie innych klientów,
2. polecenia influencerów,
3. wykorzystanie danych liczbowych – np. liczba osób obserwujących daną markę w mediach społecznościowych,
4. wykorzystanie logotypów – wskazanie logotypów, z którymi identyfikuje się grupa odbiorców.
5. treści wygenerowane przez użytkowników - User Generated Content
6. rekomendacje produktów

Społeczny dowód słuszności to element, który może przyczynić się do podejmowania decyzji zakupowych przez klientów.